# Jakob, valižanski princ
Jakob Franc Edvard Stuard (angː James Francis Edward Stuard), (10. junij 1688 - 1. januar 1766) je bil sin angleškega kralja Jakoba II. in njegove žene Marije iz Modene.
1. ↑  SNAC — 2010.
2. ↑  Encyclopædia Britannica